# Francesco Toldo
Francesco Toldo (Padova, 2 de dezembro de 1971), é um ex-futebolista italiano que atuava como goleiro.
Disputou duas Copas do Mundo pela Seleção Italiana, em 1998 e 2002.
Anunciou oficialmente sua aposentadoria em 7 de julho de 2010.

## Carreira
Toldo começou sua carreira profissional em 1990, no Verona, emprestado pelo Milan. Depois, em 1991, acertou novo empréstimo, desta vez com Trento. No ano seguinte, foi novamente emprestado, agora ao Ravenna.
Em 1993, a Fiorentina contratou-o, e Toldo permaneceu oito temporadas no clube, vencendo duas vezes a Copa da Itália, a Supercopa da Itália e o Campeonato Italiano da Segunda Divisão uma vez cada. Depois da falência da Viola, o goleiro foi para a Internazionale em 2001, onde foi o titular até o verão de 2005, quando o brasileiro Júlio César ganhou sua posição após ele decidir não participar dos amistosos de verão da Inter na Inglaterra.

### Aposentadoria
Já beirando os 40 anos e sem chances de retornar ao time titular, devido a grande fase de Júlio César, no dia 7 de julho de 2010, Toldo anunciou oficialmente sua aposentadoria aos 38 anos de idade.
Após 20 anos dedicado ao futebol, tendo disputado duas Copas do Mundo, atuou em quase 500 jogos pelo Campeonato Italiano.

## Seleção Italiana
Até o final de 2004, Toldo defendeu a Seleção Italiana 28 vezes. Apesar de disputar a posição com goleiros como Gianluca Pagliuca, Angelo Peruzzi e Gianluigi Buffon, Toldo foi escolhido para começar a Eurocopa de 2000, já que Buffon havia quebrado sua mão em um amistoso contra a Noruega, faltando apenas oito dias para o início da competição. Toldo ajudou o seu país a conquistar o vice-campeonato, atrás da França. Durante a semi-final contra a Seleção Neerlandesa, dona da casa, Toldo defendeu um pênalti durante o jogo e mais dois na disputa por pênaltis. Na final, porém, ele falhou na defesa do chute de Sylvain Wiltord, quando a partida já estava próxima de se encerrar e a Itália vencia por um gol. A França venceu na prorrogação com um gol de David Trézéguet.
Ele foi reserva na Eurocopa de 1996, na Copa do Mundo de 1998, na Copa do Mundo de 2002 e na Eurocopa de 2004.
Toldo se aposentou da seleção depois da Eurocopa de 2004.

## Títulos
Ravenna
- Serie C: 1992-93

Fiorentina
- Serie B: 1993-94
- Coppa Italia: 1995-96 e 2000-01
- Supercoppa Italiana: 1996

Internazionale
- Serie A: 2006-07, 2007-08, 2008-09 e 2009-10
- Coppa Italia: 2004-05, 2005-06 e 2009-10
- Supercoppa Italiana: 2005, 2006 e 2008
- UEFA Champions League: 2009-10

Seleção Italiana Sub-21
- Campeonato Europeu Sub-21: 1994

### Prêmios individuais
Fiorentina
- Oscar del Calcio: 2000 (melhor goleiro)
- IFFHS - 2000